# 小浜温泉バイナリー発電所

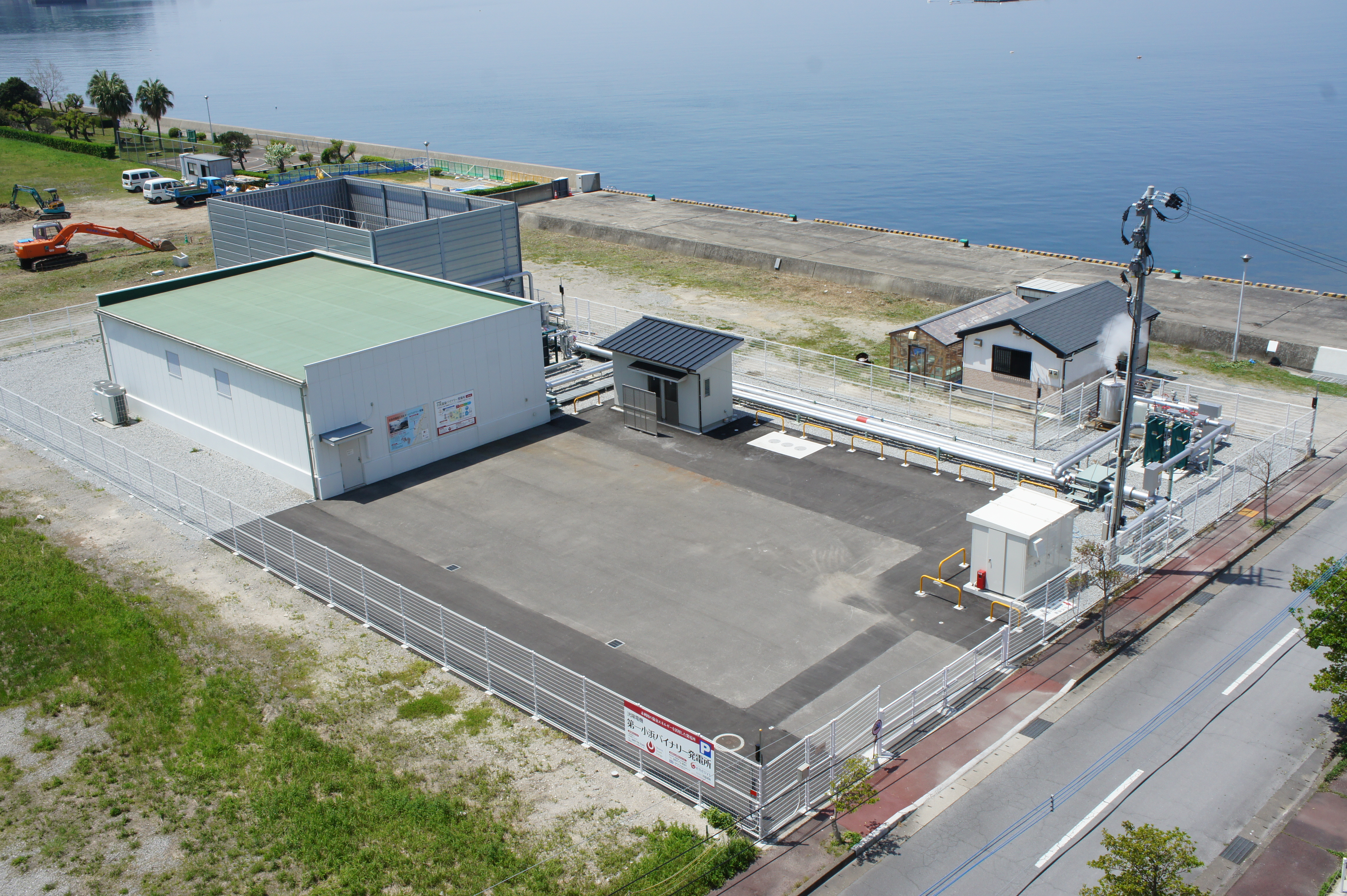
小浜温泉バイナリー発電所全景

座標: 北緯32度43分25秒 東経130度12分07秒 / 北緯32.7237度 東経130.201828度
小浜温泉バイナリー発電所（おばまおんせんバイナリーはつでんしょ）は、長崎県雲仙市小浜町にある地熱発電所である。現在は、株式会社洸陽電機が運営している。

## 概要
小浜温泉では、泉温：約100℃の温泉が、日量：1万5千トンが湧出するが、その70%の温泉水または熱が未利用のまま海に捨てられている。こういった小浜温泉の未利用温泉熱を活用したバイナリー発電の実証運転（環境省事業）が、2013年4月から2014年3月までの約1年間実施された。
環境省事業終了後は、株式会社洸陽電機が地元との合意の上で設備を買い取り、実証運転により明らかにされた課題等を解決すべく事業化へ向けた設備の改修などを行ってきたが、2015年9月より、固定価格買取制度を利用した売電事業を開始した。
発電所で作られた電力は、新電力である洸陽電機が一部買い取り、地域内外へ供給する。
（※小浜温泉におけるバイナリー発電事業の概要については活用しよう温泉エネルギー参照のこと）

## 発電設備
- 発電出力：約216kW　（72kW×3機）
- 定格出力：約180kW　（60kW×3機）
- 運転開始：2013年（平成25年）4月7日
- 事業運転開始：2015年（平成27年）9月2日
- 株式会社神戸製鋼所製のマイクロバイナリー MB-70H
- 作動媒体：フッ素化合物HFC245fa

## 小浜温泉における地熱開発のあゆみ
- 2005年（平成17年） - 地元住民の反対により、小浜温泉における2つのバイナリー発電計画の中止決定。
- 2007年（平成19年） - 長崎大学を中心に、新たに地元住民に対して地熱利用をおこなうことを働きかけ始める。
- 2011年（平成23年）3月 - 地元主体で地熱利用に取り組むために小浜温泉エネルギー活用推進協議会を設立。
- 2011年（平成23年）5月 - 協議会事業の実行組織として、地元の温泉事業者と長崎大学の産学連携によって「一般社団法人小浜温泉エネルギー」を設立。
- 2011年（平成23年）8月 - 一般社団法人小浜温泉エネルギーが環境省より「再生可能エネルギー地域推進体制構築支援事業」を受託。
- 2011年（平成23年）8月 - 株式会社エディットが環境省より「チャレンジ25地域づくり事業（当時）」を受託[1]。
- 2013年（平成25年）3月 - 小浜温泉バイナリー発電所完成。
- 2013年（平成25年）4月 - 小浜温泉バイナリー発電所実証実験が運転開始[2][3][4]。
- 2014年（平成26年）3月 - 実証実験が終了。（発電所停止）
- 2014年（平成26年）6月 - 株式会社洸陽電機が地元との合意の上、小浜温泉バイナリー発電所を引き継ぐ事に決定。
- 2014年（平成26年）11月 - 実証実験により明らかになった課題への対策案を反映した改修工事が一部終了し、連続運転が開始した（発電所再稼働）。
- 2014年（平成26年）12月 - 小浜温泉バイナリー発電所で作られた電気によりイルミネーションが点灯。
- 2015年（平成27年）6月‐ 九州電力への売電開始。
- 2015年（平成27年）9月‐ 事業運転開始。

## 今後の構想

### バイナリー発電事業
株式会社洸陽電機が小浜温泉バイナリー発電所を運営している。
既存の発電所で安定した運転方法が確立されれば、地域内の他の源泉や全国の温泉地へのバイナリー発電普及も考えられる。

### 2次温泉水の有効活用（カスケード利用）
2次温泉水とは発電所で利用された温泉水のことであり、基本的には熱が奪われただけで本来の温泉と変わらない。地熱のカスケード利用先進国アイスランドを参考に、発電所から出る2次温泉水を活用した温泉農業や大露天風呂などの熱利用事業の展開も検討されている。

## 見学・学習
2013年4月より、小浜温泉観光協会の企画した「小浜温泉ジオツアー」により、まち歩きの中で実証実験中の発電所も見ることができる。